# Чехословацкая Социалистическая Республика
Чехословацкая Социалистическая Республика (ЧССР; до 11 июля 1960 года — Чехословацкая Республика; чеш. Československá socialistická republika (ČSSR); Československá republika) — период в истории Чехословакии с 25 февраля 1948 года по 29 марта 1990 года, когда страна являлась социалистической республикой с правящей Коммунистической партией Чехословакии. В этот период Чехословакия являлась де-факто государством-сателлитом СССР и входила в состав Совета экономической взаимопомощи (с 1949 года) и Организации Варшавского договора (с 1955 года). После принятия в 1969 году федеративного государственного устройства страна состояла из двух республик: Чешской Социалистической Республики (ЧСР) и Словацкой Социалистической Республики (ССР).
После окончания Второй мировой войны чехословацкое государство, будучи разделённым в 1938—1939 годах между Германией, Венгрией и Польшей, было восстановлено в виде демократической республики, а президентом воссозданной страны стал Эдвард Бенеш, руководивший Чехословакией в 1935—1938 годах и затем возглавлявший правительство в изгнании. В стране стала расти поддержка коммунизма: на парламентских выборах, прошедших в мае 1946 года, наибольшее число мест получила Коммунистическая партия Чехословакии. Её лидер, Клемент Готвальд, стал новым премьер-министром страны. Чтобы сохранить свою уменьшавшуюся в последующие месяцы популярность, КПЧ пошла на переворот: в феврале 1948 года 12 министров коалиционного правительства подали в отставку. 25 февраля 1948 года было сформировано новое правительство, список которого был заранее подготовлен Готвальдом. 9 мая 1948 года Учредительное национальное собрание Чехословацкой Республики утвердило новую конституцию страны, утвердившую социалистический строй. 30 мая 1948 года прошли выборы в Национальное Собрание, на которых КПЧ, будучи в составе коалиции, набрала 160 мест из 300. 7 июня 1948 года Эдвард Бенеш подал в отставку, а Клемент Готвальд стал новым президентом страны.
Под руководством Готвальда Чехословакия превратилась в сталинистское государство: парламент превратился в «карманный» орган власти КПЧ, началось преследование диссидентов и политические репрессии, была установлена плановая экономика, были национализированы большинство предприятий, начались индустриализация и коллективизация. После смерти Готвальда в марте 1953 года новыми лидерами страны стали Антонин Запотоцкий (как президент) и Антонин Новотный (как генеральный секретарь ЦК КПЧ). В то время, как с середины 1950-х годов СССР и соседние европейские социалистические государства стали проводить политику десталинизации, Новотный, ставший с 1957 года президентом страны, подобные изменения проводить отказался. К середине 1960-х годов подобная политика перестала пользоваться популярностью даже в самой партии. Кульминацией стало назначение на пост генерального секретаря ЦК КПЧ 5 января 1968 года Александра Дубчека. Он стал проводить политику политических реформ под лозунгом «социализма с человеческим лицом», направленную на умеренную демократизацию и либерализацию страны с сохранением власти КПЧ. События с января по август 1968 года получили название «Пражская весна». Эти реформы встретили неодобрительную реакцию со стороны СССР, который 21 августа 1968 года при поддержке стран-участниц Варшавского Договора (кроме Румынии) ввёл в страну войска, положив конец «Пражской весне». 17 апреля 1969 года Дубчек ушёл в отставку с поста генерального секретаря.
Дубчека сменил Густав Гусак, став новым генеральным секретарём ЦК КПЧ. Под его руководством в стране проводилась политика «нормализации», в результате которой реформы «Пражской весны» были свёрнуты, были усилены органы госбезопасности, а контроль экономики был возвращён к партии. 29 мая 1975 года Гусак был избран новым президентом Чехословакии. В ответ на отмену реформ и усиление партийного контроля над жизнью населения в Чехословакии стало расти диссидентское движение. В 1977 году была опубликована Хартия-77, одним из основателей которой был Вацлав Гавел. Когда с 1985 года в СССР под руководством Михаила Горбачёва стала проводиться «перестройка», руководство КПЧ формально поддерживала её, но в реальности почти никаких шагов по реформированию системы не предпринималось. С 1988 года вновь возобновились протесты против действовавшего режима (например, демонстрация со свечами 25 марта 1988 года). К середине ноября 1989 года ситуация в Центральной и Восточной Европе стала быстро меняться: в Польше победу на выборах в парламент одержал профсоюз «Солидарность», Венгрия официально отказалась от социалистического строя, в ГДР произошло падение Берлинской стены. 17 ноября 1989 года начались массовые протесты и в Чехословакии. 24 ноября 1989 года в отставку подаёт весь Президиум ЦК КПЧ, а 28 ноября была отменена руководящая роль коммунистической партии в стране. 10 декабря 1989 года Густав Гусак принимает первое с 1948 года некоммунистическое правительство и подаёт в отставку. 29 декабря 1989 года Федеральное Собрание избирает новым президентом Вацлава Гавела. Страна продолжала называться «Чехословацкая Социалистическая Республика» вплоть до 29 марта 1990 года, когда парламент принял решение о переименовании страны в Чехословацкую Федеративную Республику. 8 и 9 июня 1990 года состоялись первые с 1946 года свободные многопартийные выборы в парламент. Демократическая Чехословакия продолжила существовать вплоть до 1 января 1993 года, когда страна распалась на современные Чехию и Словакию. В июле 1993 года парламентом Чехии был принят Закон о противоправности коммунистического режима и борьбе с ним, признавший социалистический режим в Чехословакии незаконным, а КПЧ — преступной организацией.

## Конституция 1960 года и новое административное устройство
5—7 июля 1960 года в Праге прошла общегосударственная конференция коммунистической партии Чехословакии, констатировавшая победу социалистических производственных отношений (при сохранении ограниченной частной собственности). 11 июля 1960 года Национальное собрание приняло новую конституцию, по которой страна стала называться Чехословацкой Социалистической Республикой — ЧССР. Вскоре после этого на основе экономического районирования, разработанного ещё в 1950-е годы, было введено новое административно-территориальное деление.
| Экономическое районирование ЧССР (статистика за 1974—1975 годы) | Экономическое районирование ЧССР (статистика за 1974—1975 годы) | Экономическое районирование ЧССР (статистика за 1974—1975 годы) | Экономическое районирование ЧССР (статистика за 1974—1975 годы) | Экономическое районирование ЧССР (статистика за 1974—1975 годы) | Экономическое районирование ЧССР (статистика за 1974—1975 годы) | Экономическое районирование ЧССР (статистика за 1974—1975 годы) | Экономическое районирование ЧССР (статистика за 1974—1975 годы) | Экономическое районирование ЧССР (статистика за 1974—1975 годы) | Экономическое районирование ЧССР (статистика за 1974—1975 годы) |
| Области и приравненные к ним города                             | Области и приравненные к ним города                             | Области и приравненные к ним города                             | Административный центр                                          | Площадь                                                         | Площадь                                                         | Население                                                       | Население                                                       | Доля в производстве                                             | Доля в производстве                                             |
| Области и приравненные к ним города                             | Области и приравненные к ним города                             | Области и приравненные к ним города                             | Административный центр                                          | км²                                                             | %%                                                              | тыс. чел.                                                       | %%                                                              | пром.                                                           | с/х                                                             |
| --------------------------------------------------------------- | --------------------------------------------------------------- | --------------------------------------------------------------- | --------------------------------------------------------------- | --------------------------------------------------------------- | --------------------------------------------------------------- | --------------------------------------------------------------- | --------------------------------------------------------------- | --------------------------------------------------------------- | --------------------------------------------------------------- |
|                                                                 | ЧССР                                                            | чеш. ČSSR                                                       | Прага                                                           | 127877                                                          | 100,0 %                                                         | 14973                                                           | 100,0 %                                                         | 100,0 %                                                         | 100,0 %                                                         |
| #                                                               | ЧСР                                                             | чеш. ČSR                                                        | Прага                                                           | 78863                                                           | 61,67 %                                                         | 10158                                                           | 67,84 %                                                         | 74,2 %                                                          | 69,2 %                                                          |
| *                                                               | Прага                                                           | чеш. Praha                                                      | —                                                               | 497                                                             | 0,39 %                                                          | 1176                                                            | 7,85 %                                                          | 8,7 %                                                           | —                                                               |
| I                                                               | Среднечешский край                                              | чеш. Středočeský kraj                                           | Прага                                                           | 11002                                                           | 8,60 %                                                          | 1139                                                            | 7,61 %                                                          | 8,4 %                                                           | 13,5 %                                                          |
| II                                                              | Южночешский край                                                | чеш. Jihočeský kraj                                             | Ческе-Будеёвице                                                 | 11347                                                           | 8,87 %                                                          | 676                                                             | 4,51 %                                                          | 3,3 %                                                           | 8,0 %                                                           |
| III                                                             | Западночешский край                                             | чеш. Západočeský kraj                                           | Пльзень                                                         | 10872                                                           | 8,50 %                                                          | 880                                                             | 5,88 %                                                          | 4,6 %                                                           | 5,7 %                                                           |
| IV                                                              | Северочешский край                                              | чеш. Severočeský kraj                                           | Усти-над-Лабем                                                  | 7810                                                            | 6,11 %                                                          | 1149                                                            | 7,67 %                                                          | 10,8 %                                                          | 4,9 %                                                           |
| V                                                               | Восточночешский край                                            | чеш. Východočeský kraj                                          | Градец-Кралове                                                  | 11240                                                           | 8,79 %                                                          | 1234                                                            | 8,24 %                                                          | 8,7 %                                                           | 10,9 %                                                          |
| VI                                                              | Южноморавский край                                              | чеш. Jihomoravský kraj                                          | Брно                                                            | 15029                                                           | 11,75 %                                                         | 2005                                                            | 13,39 %                                                         | 11,4 %                                                          | 16,9 %                                                          |
| VII                                                             | Североморавский край                                            | чеш. Severomoravský kraj                                        | Острава                                                         | 11066                                                           | 8,65 %                                                          | 1899                                                            | 12,68 %                                                         | 18,3 %                                                          | 9,3 %                                                           |
| #                                                               | ССР                                                             | чеш. SSR                                                        | Братислава                                                      | 49014                                                           | 38,33 %                                                         | 4815                                                            | 32,16 %                                                         | 25,8 %                                                          | 30,8 %                                                          |
| *                                                               | Братислава                                                      | чеш. Bratislava                                                 | —                                                               | 368                                                             | 0,29 %                                                          | 350                                                             | 2,34 %                                                          | 5,3 %                                                           | —                                                               |
| VIII                                                            | Западнословацкий край                                           | чеш. Západoslovenský kraj                                       | Братислава                                                      | 14491                                                           | 11,33 %                                                         | 1648                                                            | 11,01 %                                                         | 5,5 %                                                           | 17,5 %                                                          |
| IX                                                              | Среднесловацкий край                                            | чеш. Stredoslovenský kraj                                       | Банска-Бистрица                                                 | 17976                                                           | 14,06 %                                                         | 1477                                                            | 9,86 %                                                          | 9,0 %                                                           | 6,3 %                                                           |
| X                                                               | Восточнословацкий край                                          | чеш. Východoslovenský kraj                                      | Кошице                                                          | 16179                                                           | 12,65 %                                                         | 1341                                                            | 8,96 %                                                          | 6,0 %                                                           | 7,0 %                                                           |

С 1 января 1969 года вступил в силу Конституционный закон о Чехословацкой федерации (№ 143/1968 Sb.), по которому унитарное государство было преобразовано в федерацию двух равноправных республик — Чехии и Словакии.

## Экономика

### ЧССР в системе международного разделения труда
Географическое положение «на перекрёстках» важнейших трансъевропейских коммуникаций, включая водные (с Лабы/Эльбы на север и по Дунаю на юг), позволило, при собственных запасах различных видов угля, компенсировать ввозом относительную нехватку сырья железорудного. На этой основе уже к концу XIX века собственная металлургическая база способствовала ориентации чешской индустрии на машиностроение, в составе которого выделялось транспортное.
Словакия же, административно входившая в состав Венгерского королевства, дополняла экономический комплекс региона не только своим аграрным сектором, но и горнодобывающими производствами. Словацкие Рудные горы, наряду с Рудными горами Чехии, долгое время пополняло казну золотом и серебром, а промышленность в целом — ресурсами первоначального накопления капитала. Впрочем, к концу XIX века запасы золота в Словакии практически исчерпались, в то время как в 1898 году Чехия из 371 т золотой руды извлекла 59,86 кг золота, и кроме того добыла более 39,5 т серебра.
Отраслевая специализация промышленности Чехословакии складывалась в эпоху промышленного переворота XIX века в рамках Австро-Венгрии, где эти земли представляли собой наиболее развитой из славянских регионов этой великой многонациональной империи Габсбургов. По оценкам начала XX века отдельно взятое королевство Чехия (в особенности, его северные местности) по степени развитости промышленности вообще занимало первое место во всей Австро-венгерской монархии.
Место вновь образованной в 1918 году Чехословакии в системе международного разделения труда было предопределено, с одной стороны - внутрихозяйственными товаропотоками бывшей Австро-Венгрии (ставшими «международными» с появлением новых границ), а с другой - ориентацией, в основном, на Западную Европу, где в числе внешнеторговых партнёров доминировала Германия.
В 1949 году Чехословакия выступила соучредителем СЭВ - межгосударственной организации социалистических стран по координации внешнеэкономических связей и национальных программ и планов их экономического развития.
В рамках СЭВ Чехословакия вместе с Венгрией, Югославией и отчасти Румынией как бы реинтегрировали единое экономическое пространство бывшей Австро-Венгрии, разделённое в 1918 году государственными и таможенными барьерами. Фактически, из земель этой империи за рамками СЭВ осталась только Австрия. Внутри СЭВ возобновлялось и экономическое взаимодействие с северными соседями ЧССР — Германией (в части ГДР) и Польшей. Со своей стороны, СССР взял на себя в СЭВ роль основного поставщика металлов, нефтегазового сырья и электроэнергии для промышленности ЧССР, и, соответственно, покупателя чехословацкой продукции.

### Послевоенные преобразования
5 апреля 1945 года президент Бенеш утвердил Кошицкую правительственную программу восстановления экономики Чехословакии. Национализация бывших частных предприятий и банков была в этой программе не самоцелью, а способом организации деятельности экономики в условиях необходимости наказания коллаборационистов и других сподручных фашизма. По декрету о недействительности имущественно-правовых отношений, возникших в годы оккупации (19 мая 1945 года) всё имущество производственного назначения, принадлежавшее коллаборационистам, подлежало безвозмездной передаче в народное управление. Однако при этом по декрету 24 октября 1945 года владельцы национализированных копей и крупных промышленных предприятий (из числа не запятнавших себя сотрудничеством с фашистами) получали компенсацию.
Таким образом, в руки государства полностью перешла энергетика, угольная, металлургическая промышленность, основная часть химической промышленности и предприятия военно-промышленного комплекса, а также акционерные банки и страхкассы. В остальных отраслях были национализированы (с выкупом) предприятия с численностью не менее 150 человек. В результате доля промышленного производства, переданного из частной в государственную собственность (см. народное предприятие, чеш. Národní podnik), составила 80 %.
Декретом от 12 июня 1945 года были конфискованы все земли, принадлежавшие немецким и венгерским помещикам, а также тем, кто сотрудничал с немецкими, венгерскими и (в 1938—1939 годах) польскими оккупантами. В развитие аграрной реформы, провозглашённой ещё в 1919 году, в июне 1947 года был принят закон, предусматривавший последующее снижение верхнего предела размеров частных землевладений.
Кошицкая программа стала для Чехословакии масштабным опытом макроэкономического регулирования экономики, ориентированной на рынок. Окончательно задачу послевоенного восстановления экономики решил последовавший за ней первый пятилетний план 1949—1953 годов: уровень промышленного производства достиг 119 % к последнему мирному 1937 году.

### Идейные основы экономической политики КПЧ
Хотя за два года реализации Кошицкой программы доля частного сектора в народном хозяйстве страны сократилась до 1/5, Чехословакия не являлась при этом социалистическим государством, а лишь «создала предпосылки перехода к построению социализма».
Выступая на XIX съезде КПСС, президент Готвальд сказал: «Мы приходим к вам учиться тому, как строить социализм». В ожидании завершения начатой при Сталине V пятилетки (1951—1955) с целью последующей синхронизации пятилетних планов, по завершении первой чешской пятилетки (1948−1953) в ЧССР на 1954 и 1955 годы принимались только годичные планы развития народного хозяйства. На 1956—1960 годы в СССР были приняты Директивы на VI, а в ЧССР — на вторую пятилетку. План предусматривал, в том числе, ускорение развития топливно-энергетической и сырьевой отраслей, а в сельском хозяйстве — увеличение доли социалистического сектора.
С приходом к власти в СССР Н. С. Хрущёва, чьи реформы в области плановой экономики впоследствии КПСС расценила как волюнтаризм, координация взаимодействия плановых систем ЧССР и Советского Союза на некоторое время разладилась. В 1959 году в СССР приняли новый план — т. н. семилетку, одновременно начав децентрализацию всей плановой системы страны. Зигзаги экономической политики СССР осложнили координацию экономических процессов в рамках СЭВ. Тем не менее по итогам второй пятилетки промышленное производство выросло к 1955 году на 66 %, в 4 раза превзойдя уровень 1937 года. Национальный доход вырос по сравнению с 1948 годом в 2,5 раза, а на долю кооперированного сектора приходилось уже 87,4 % всей сельскохозяйственной площади.
На XXII съезде КПСС Н. С. Хрущёв провозгласил амбициозную программу построения коммунизма и начал перестраивать всю систему планирования народного хозяйства. В том же году в Чехословакии началась III пятилетка (1961—1965 годы), поставившая главной задачей реструктуризацию экономики страны. Позже, в 1970-е годы, попытки воспроизвести в Чехословакии хрущёвские эксперименты были охарактеризованы как «недостатки в руководстве народным хозяйством, ослабление централизованного управления». Успеха эти эксперименты не принесли; темпы роста экономики ЧССР в эту пятилетку снизились, и стали нарастать диспропорции между уровнями развития промышленности и сельского хозяйства.
При составлении 4-го пятилетнего плана (1966—1970 годы) Госплан ЧССР мог согласовывать объёмы экономического взаимодействия с СССР, ориентируясь уже на более обоснованные цифры Директив VIII пятилетки СССР, составленные на аналогичный срок в контексте Косыгинской реформы 1965 года. В октябре 1964 года (когда в СССР был смещён Хрущёв) КПЧ утвердила принципы разработки своей национальной экономической реформы. В июне 1966 года так называемая «Новая экономическая модель» была утверждена XIII съездом КПЧ, и с 1967 года в ЧССР приступили к её реализации.
Новая модель предполагала усиление роли предприятий и кооперативов в кратко- и среднесрочном планировании, с одновременным сосредоточением государственных органов на долгосрочном макроэкономическом регулировании. Отчасти заимствуя опыт социалистической Югославии, предлагалось усилить самостоятельность предприятий в вопросах использования прибыли. Наиболее критичным в плане возможных социальных последствий было предложение ослабить контроль за ценами, предоставив им возможность колебаться в зависимости от спроса и предложения, в том числе на мировых рынках.
Дискуссии о возможности и целесообразности возврата от плановой экономики к рыночной стихии разворачивались на фоне очевидных неудач в экономике в начале 1960-х годов, когда некоторые руководители ЧССР стремились «шагать в ногу» с волюнтаристскими экспериментами Хрущёва в Советским Союзе. И хотя развитие на основе сбалансированного плана стало приносить ощутимые результаты («Новая экономическая модель» так и не была внедрена, однако среднегодовые темпы роста за 1966—1970 годы составляли 6,9 % по сравнению с 4,1-4,4 % среднемировых), дискуссия продолжала набирать обороты, приведя в конечном счёте к расколу в высшем руководстве КПЧ.

## Промышленность

### Машиностроение
В рамках СЭВ Чехословакия взяла курс на дальнейшее развитие машиностроения как ключевой отрасли своей экономики. Произошёл важнейший структурный сдвиг: доля машиностроения, составлявшая в 1930 году 1/5 (21 %), возросла к 1960 году до 1/3 (33,4 %), и продолжала сохраняться примерно на этом уровне в 1970−1980-е годы. Удельный вес металлургии — неблагоприятной для экологии отрасли по выплавке металлов на угле — наоборот, сократился с 21 % в 1930 году до 7,4-7,5 % в 1960−1970-е годы, в том числе благодаря импорту проката (в 1987−1988 году поставки СССР составляли 62−67 млн т).
Ведущими в машиностроении ЧССР продолжали оставаться производства с многолетней историей: «ЧКД — Прага» (тяжёлое и транспортное), автостроительные «Татра» (Копршивнице), «Шкода» (Млада-Болеслав) и завод в Праге (ныне им. Готвальда). В 1960−1980-е годы происходило их техническое перевооружение, с расширением ассортимента. Так, конгломерат заводов «Шкода» в Пльзени помимо машиностроительного, металлургического и транспортного оборудования выпускал также электротехническое и электроэнергетическое. Кроме того, к 1970 году в ЧССР было вновь сооружено свыше 2000 новых промышленных предприятий и отдельных объектов, в том числе 181 с числом занятых свыше 1 тыс. чел.

#### Транспортное машиностроение
Исторически ведущей машиностроительной подотраслью страны (около ⅓ стоимости продукции) было и осталось производство рельсовых (тепловозы, электровозы, железнодорожные и трамвайные вагоны) и сухопутных (автомобили, троллейбусы, мотоциклы) транспортных средств.
Гражданам СССР с начала 1960-х годов хорошо знакомы многие модификации троллейбусов Škoda, эксплуатировавшиеся во множестве городов Советского Союза, а также на самой длинной троллейбусной системе в мире, связывающей Симферополь с курортами Южного берега Крыма, протяженностью 96 км:
- Škoda 8Tr
(1956−1961)
- Škoda 9Tr
(1961−1982)
- Škoda 14Tr
(1980−2003)
- Škoda 15Tr
(1986−2004)

Для жителей многих городов СССР ещё одним ассоциативным символом ЧССР стали одновагонные трамваи Tatra T3 — их производство заводом ЧКД-Прага (1960−1989 годы) хронологически совпало с годами существования ЧССР. Возник даже своеобразный парадокс: одновагонные трамваи, разработанные и начавшие выпускаться в Ленинграде даже раньше, в 1957 году (модель ЛМ-57), жители первые годы называли «чешскими». Трамваи в ЧССР выпускались и на «Шкоде», в то время как марка «Татра» ассоциировалась в СССР прежде всего с большегрузными самосвалами (в небольших количествах в СССР ввозились и легковые машины этой марки).
- Сцепка трехдверных трамваев Tatra T3 в традиционной раскраске, Киев
- Tatra 813 (1967−1982)
- Самосвал Tatra 138 S3 (1959−1971)
- Автокран на шасси Tatra T815 первого поколения (1989-1997)
- Легковая Škoda 105S
- Автобус Karosa ŠD 11
- Автодрезина на базе автомобиля Škoda 1202
- Грузовик LIAZ (Škoda) 706MTS

Продолжалось развитие начавшегося ещё в 1919 году авиастроения. С постройкой верфи в Комарно (Словакия) появилось речное судостроение, а завода в Брно — и тракторостроение.

#### Производство вооружения
Производство современных вооружений в Чехословакии также имеет давнюю предысторию. Предприятия Богемии и Моравии были одной из важнейших составляющих военно-промышленного потенциала фашистской Германии, снабжая вермахт двигателями, бронетехникой и стрелковым оружием, включая противотанковое. После Второй мировой войны Чехословакия вернулась на мировой рынок оружия как самостоятельный экспортёр, в том числе за пределами круга стран-участниц Варшавского договора (ОВД) — главных по значимости покупателей чешского оружия после собственно Чехословацкой народной армии. Размещение новых оборонных предприятий также охватывало не только индустриальную Чехию. В Словакии к началу 1990-х действовало 35 машиностроительных военных производств, ориентированных на снабжение армий стран ОВД различной военной техникой.
- Гусеничный бронетранспортёр OT-62C TOPAS - версия советского БТР-50
(1958-1972)
- Учебно-тренировочный реактивный самолёт ВВС стран-участниц ОВД
Aero L-29 Delfin
(1963−1974)
- Многофункциональный грузовик повышенной проходимости
Tatra T-813 8x8 Kolos
(1967−1982)
- Самоходная спаренная зенитная установка Praga PLDvK. 53/59[чеш.]
(1970−1978)
- BVP-1 — чехословацкая лицензии версия БМП-1, производившаяся в 
(1970−1989)
- Учебно-тренировочный и учебно-боевой реактивный самолёт ВВС стран-участниц ОВД
Aero L-39 Albatros
(1970−1999)
- Реактивная система залпового огня RM-70
(с 1972)
на шасси  Tatra 813 или Tatra T815 - версия советской БМ-21 «Град»
- Танк Т-72М, производился по лицензии в период (1977−1991)
- 152-мм самоходная пушка-гаубица vz.77 «Дана»
(c 1977)
- BVP-2 — чехословацкая лицензии версия БМП-2, производившаяся в
(1984−1987)[19]/
(1987−1989)[20]
- Радиолокатор KRTP-86 Tamara (мачта и антенна в сложенном виде) на шасси Tatra 815
- Боевая разведывательная (десантная) машина BPzV Svatava[чеш.]
(1987−?)

#### Энергетическое машиностроение
Энергетическое машиностроение, изначально снабжавшее многочисленные тепловые электростанции ЧССР, начиная с 1960-х годов получило новое направление специализации — атомные электростанции. Их в Чехословакии было возведено три («Богунице», «Дукованы», «Темелин»); вся энергосистема страны при этом входила в единую энергосистему «Мир», обеспечивавшую бесперебойное энергоснабжение и эффективное распределение нагрузок между странами — членами СЭВ. Производство электротехнических изделий в ЧССР было представлено предприятиями в Праге, Брно, Пльзени, Братиславе и Пардубице.

#### Станкостроение
Наряду с этими отраслями в машиностроении Чехословакии широкое развитие получило станкостроение (Прага, Пльзень, Брно, Куржим, Готвальдов). Среди стран СЭВ по выпуску металлорежущих станков Чехословакия занимала второе место после СССР, опережая ГДР.

### Сырьевые отрасли

#### Топливо и энергетика
Удельный вес топливно-энергетических отраслей по числу занятых (1930 — 10,1 %; 1960 — 9,9 %, 1976 — 8 %) показывал незначительное снижение, однако на этом фоне в 1960-70-е годы произошёл существенный структурный сдвиг, связанный с постройкой нефтепровода «Дружба». При том, что добыча бурого угля продолжала расти (1960 — 57,9; 1970 — 81,3 и 1976 — 89,5 млн.т.), на роль основного энергоносителя в экономике ЧССР выдвинулись нефть и газ. В 1987 году СССР поставил в ЧССР почти 17 млн.т нефти на 2,6 млрд.валютных рублей; на 1,2 млрд рублей — газа, а также 3,7 млрд кВт-ч. электроэнергии. На этой материальной основе социалистическая Чехословакия сохранила и качественно развила ведущие отрасли своей международной специализации. Одновременно происходило и ускоренное создание индустриального потенциала Словакии.

#### Металлургия
В металлургии, помимо модернизации старых заводов в Чехии (Острава, Тршинец, Кладно), построили два новых крупных комбината — один в Остраве и другой в восточно-словацком городе Кошице. При этом Средняя и Северная Словакия стали специализироваться на выпуске специальных ферросплавов. В рамках интеграционных программ СЭВ в Словакии (Жара-на-Гроне) был построен алюминиевый завод, работающий на бокситах из Венгрии.

#### Химическая промышленность
В рамках социалистической экономической интеграции стран СЭВ получила дальнейшее развитие и специализацию и химическая промышленность ЧССР. На базе советской нефти и газа стали развиваться новейшие отрасли органического синтеза, производство пластмасс и синтетических смол (581 тыс. т в 1976), химических волокон, синтетического каучука и т. п. Крупнейший в ЧССР НПЗ «Словнафт» в Братиславе обрабатывал около 9 млн.т нефти в год; на советском же сырье работал и комбинат в Залужи у Моста. Не менее важным азимутом внешнеэкономической кооперации в области нефтехимии была ГДР: по т. н. олефиновой программе из чешских Залужей был проложен этиленопровод в немецкий город Бёлен.
| Визитные карточки Чехословакии Знаменитая карловарская настойка Бехеровка Пльзеньское пиво (нынешнее Pilsner Urquell, выпускаемое c 1842 года, было известно в СССР под чешским названием Plzeňský Prazdroj) Будейовицкий «Budweiser» |

#### Стекольная промышленность
В ЧССР продолжала развиваться и сохранять свой авторитет на мировых рынках старейшая из традиционная отраслей — стекольная. Чешское стекло было известно по всему миру под названием «богемского». Богемский хрусталь, бижутерия и различные виды декоративного стекла были предметом престижа и даже роскоши во всех странах социалистического лагеря, обладание которыми было объектом зависти со стороны окружающих. Помимо этого развивался и выпуск технических видов чешского стекла.

#### Керамическая и фарфоровая промышленность
Исторически предметом национальной гордости была также керамическая и фарфоровая промышленность страны, которая опирались на месторождения высококачественного каолина в Западной Чехии (Карловы Вары, Горни Бржиза).

#### Деревообработка и целлюлозно-бумажная промышленность
Деревообработка и целлюлозно-бумажная промышленность, сосредоточенная в горно-лесистых районах Северной и Южной Чехии, Средней и Восточной Словакии, также являлись внешнеторговой специализацией.
Помимо бумаги и мебели особого упоминания заслуживают карандаши марки «Кох-и-Нор», о которых ещё Энциклопедия Брокгауза и Ефрона упоминает как о своего рода «визитной карточке» Чехии, наряду с пильзенским пивом. Эта марка была прекрасно известна всем графикам, чертёжникам и архитекторам Советского Союза, обладание которой, ввиду высокого качества как деревянных, так и цанговых карандашей, а также отдельно выпускавшихся грифелей, готовален и ластиков, было предметом профессиональной гордости и престижа представителей указанных профессий, которым на работе, как правило, полагались бесплатные советские казённые карандаши марки «Конструктор», стоившие в свободной продаже 2 копейки, и стирательные резинки отечественного производства. В отличие от последних, карандаши и ластики «Кох-и-Нор» обычно бесплатно не выдавались, и приходилось покупать их в магазинах канцелярских принадлежностей за свой счёт. Чешские карандаши стоили в 5−10 раз дороже и продавались коробками по 12 шт. в каждой, при этом покупать приходилось сразу несколько коробок, так как для выполнения чертёжно-графических работ требуются карандаши различной степени твёрдости, а в коробке все карандаши были одной твёрдости. Так что покупка кохиноров выливалась в довольно приличную по советским меркам сумму, но это не останавливало профессионалов. Своеобразным показателем популярности и распространённости данной марки является существование в СССР с 1953 года самодеятельного сатирического мужского хора московских архитекторов «Кохинор», завоевавшего любовь зрителей во всех домах творчества Москвы, включая Центральный дом работников искусств, Центральный дом актёра и Дом учёных, но, ввиду негласного запрета, лишь изредка появлявшегося на телеэкранах в ходе трансляции мероприятий по случаю юбилеев тех или иных деятелей искусств, а также юбилейных спектаклей театра им. Вахтангова «Принцесса Турандот». Символичным было само появление «Кохинора» на сцене, когда под музыку бодрого марша строем выходили архитекторы с двухметровыми карандашами-кохинорами на плече, что вызывало у зрителей бурю восторга.

### Лёгкая промышленность
Ведущими отраслями лёгкой индустрии ЧССР были текстильная и обувная промышленность.

#### Обувная промышленность
Более ½ обуви в ЧССР выпускалось на предприятии «Батя» (в ЧССР его переименовали в «Свит») в городе Готвальдов. Большой популярностью в странах социализма пользовалась обувная марка «BOTAS» из города Скутеч, известная прежде всего благодаря свой спортивной продукции (кроссовкам), а также широкой номенклатуре поставлявшейся на экспорт мужской, женской и детской обуви, отличавшейся высоким качеством, также являвшейся объектом гордости её обладателей. В частности, предметом шика были у советских военных полуботинки данной марки, полностью соответствовавшие требованиям к уставной обуви, которые не выдавались бесплатно интендантскими службами в качестве табельного имущества, а продавались исключительно за наличные деньги магазинами системы Военторга по предъявлению удостоверения личности военнослужащего. По производству обуви на душу населения ЧССР занимала в 1960—1980-е годы первое место в мире.

#### Текстильная и швейная промышленность
Начиная с 1960-х годов местная текстильная и швейная промышленность, как и во всём мире, отчасти переориентируются на работу с химическими волокнами (в ЧССР заслуживает упоминания искусственный шёлк местного производства). При относительном сокращении числа занятых в производстве тканей и одежды (с 8,9 % в 1960 году до 4,5 %), отражавшем его техническое перевооружение, швейная промышленность продолжала сохранять и экспортное значение для ЧССР.

## Сельское хозяйство и пищевая промышленность
В 1960—1980-е годы в сельском хозяйстве страны также произошли значимые структурные изменения: рост удельного веса животноводства и птицеводства при сокращении растениеводства. Их соотношение, составлявшее в 1930-е годы примерно 45:55, к середине 1970-х годов изменилось на обратное (в 1976 году на животноводство приходилось 57,1 %, на растениеводство — 42,9 %). Как видно из таблицы, стабильно высокими темпами нарастало производство всех видов мяса и птицы.
Помимо мяса ЧССР также достигла самообеспечения по продовольственному зерну, импортируя, однако, часть кормового зерна. В структуре посевов в 1960—1980 годы рожь уступила место пшенице; её урожайность достигла 40 ц/га, что в те годы превышало средний европейский уровень. Кроме свёклы к 1970-м годам сокращались и посадки картофеля; многие высвободившиеся площади отводились под ячмень. Если к началу 1960-х годов посевы ячменя оставались примерно на довоенном уровне (650—680 тыс. га), то к середине 1970-х они превысили 850 тыс. га, что вместе с ростом урожайности дало почти двукратный рост сбора (1,55 млн т в 1961—1965 годах и 2,9 млн т в 1976 году).
В основном дополнительный ячмень пошёл на прирост производства пива (со 141 млн дал в 1960 году до 210—230 млн дал в 1970-е годы) — товара, завоевавшего давний авторитет на мировом рынке. Наряду с пивом в сельскохозяйственном экспорте Чехословакии в 1960—1970 годы выделялся также и сахар (свекловичный), до 25—30 % производства которого в 1961—1965 годах шло на экспорт. Однако в 1970-е годы конъюнктура изменилась, и соответственно сократились посевы свёклы и экспорт сахара.

## Внешняя торговля
На протяжении практически всего времени существования СЭВ ЧССР была вторым по значимости торговым партнёром Советского Союза среди социалистических стран. В 1987 году при обороте в 13,7 млрд руб. (15,2 млрд долл.) она уступала только Германской Демократической Республике (13,7 млрд.руб.) и опережала Польшу (12,9 млрд.руб.). При этом СССР был для Чехословакии источником дополнительных валютных поступлений по балансу взаиморасчётов стран СЭВ: в том же году они составили 130,7 млн руб. (вывезено в СССР на 6907,4 млн руб., а закуплено на 6776,7 млн руб.), а в 1988 — 432,7 млн руб..
Почти 60 % советских закупок из ЧССР составляли машины, оборудование и транспортные средства (в 1987 году — 4,1 млрд руб.). Поставки руд и металлов в СССР (в основном для предприятий Украинской ССР) в том же году принесли ещё 445 млн руб.; обуви было поставлено 36,4 млн пар на сумму 310,3 млн руб. (в том числе кожаной — 18,5 млн пар на сумму 221,7 млн руб.).

## Железнодорожный транспорт
Железнодорожная сеть ЧССР в основном сформировалась уже к началу XX века, когда она составляла (в 1970-е годы 13200 км), связав страну со всеми соседними государствами. Локомотивами и основными видами подвижного состава собственного производства страна обеспечивала себя полностью, также производя их и на экспорт. В 1958 году «Škoda» прекратила выпуск паровозов, электровозы компания выпускала с 1927 года. С начала 1960-х годов паровозы уступили место тепловозам и электровозам. Проводилась электрификация железных дорог. Первоначально была электрифицирована линия Усти-над-Лабем — Прага — Острава — Жилина — Прешов — Кошице — Чьерна-над-Тисоу, а затем и другие линии.
В рамках СЭВ ЧССР с 1 июля 1964 года вместе с ГДР, Польшей, Венгрией и Югославией участвовала в интеграционной программе по совместному использованию вагонного парка. Имея одну и ту же колею, грузовые вагоны с пометкой OPW («Общий парк вагонов»), пересекавшие границы своих стран с экспортными грузами, могли затем использоваться и во внутренних перевозках страны прибытия, с последующими взаимозачётами за эксплуатацию между странами-участницами. В то же время, для сокращения издержек в грузовом сообщении с СССР, в 1970-е годы был сооружён глубокий ширококолейный ввод от станции Чоп до Комарно.
Грузооборот ЧСД в 1976 году составил 276 млн.т; пассажирооборот — 462 млн чел. Однако первое месте по перевозкам принадлежало в ЧССР автомобильному транспорту (317 млн.т грузов и ок. 2 млрд пассажиров). Речной флот страны обслуживал в основном внешнюю торговлю: по Дунаю — в основном, импорт (порты Братислава и Комарно), по Лабе (порт Дечин) — в основном, экспорт. Небольшой собственный морской флот ЧССР (1,4 млн т грузов) был приписан к порту Щецин (Польша).

## Образование и культура
Хотя Карлов университет был открыт в Праге ещё в 1348 году, Чешское королевское общество наук было основано лишь в 1790, а Чешская академия наук и искусств — только в 1890 году (аналогичная Словацкая академия в Братиславе — в 1943). Вновь общегосударственная Чехословацкая академия наук (со словацкой АН как её отделением) была воссоздана в 1952 году.
Помимо традиционного для XX века набора университетских факультетов (математика, физика, естественные науки, философия, юридический, журналистика и культура), Карлов университет был одновременно и крупнейшим медицинским (4 медицинских факультета) и педагогическим (факультет плюс институт усовершенствования, а также физвоспитания и спорта) вузом страны. Второй старейший университет был основан в 1576 году в Оломоуце. В дополнение к открывшимся в 1919 году университетам в Братиславе и в Брно, с 1959 года стал работать университет в Кошице. Всего в ЧССР было 36 вузов со 170 тыс. студентов. Несколько тысяч студентов ежегодно направлялось на обучение в вузы СССР.

### Культура
- Гелена Вондрачкова
- Карел Готт
- Иржи Корн
- Вальдемар Матушка
- Olympic — чехословацкая, позднее чешская рок-группа, пионеры рок-музыки в ЧССР
- Даринка Ролинцова
- Krtek

### СМИ
- Rudé právo (чеш. «Красное право»)
- Mladý svět (чеш. «Молодой мир») — еженедельный журнал Союза социалистической молодёжи
- Věda a technika mládeži (чеш. «Наука и техника молодёжи»)
- Dikobraz — сатирический и юмористический журнал на чешском языке
- Roháč (словацк. «Жук-олень») — сатирический и юмористический журнал на словацком языке
- ABC — детский журнал

## Спорт
Хоккей с шайбой стал своего рода международным спортивным символом Чехословакии с первых лет её существования. Как только стало известно, что в 1920 году в Антверпене впервые предполагается ввести в программу хоккей — Чехословакия сделала ставку именно на этот вид спорта, и бронзовая медаль стала первой олимпийской наградой, полученной этой страной. В первых послевоенных Играх 1948 года чехословацкие хоккеисты стали серебряными призёрами, однако следующие три олимпиады не поднимались выше 4-го места.
Перелом наступил в конце 1950-х годов, когда в 1955−59 годах сборная ЧССР трижды завоевала «бронзу» на чемпионатах мира. Однако к тому времени набрала силы и команда СССР, ставшая в 1956 году чемпионом мира, Европы и Олимпийских игр.
С начала 1960-х годов на протяжении всей истории ЧССР матчи её хоккеистов с командой СССР становятся главной ареной спортивного соперничества двух стран. Специфический интерес со стороны остального мира заключался ещё и в том, что обе команды представляли собой «государственно организованный спорт». С одной стороны, государство обеспечивало широчайшую материальную поддержку процесса тренировок на некоммерческой основе, но с другой — исключало для своих спортсменов возможность превращения в объект купли-продажи со стороны зарубежных коммерческих клубов.
Показательным в этом смысле был московский международный хоккейный турнир, первоначально организованный в честь 50-й годовщины Октябрьской революции в 1967 году и регулярно проводящийся с тех пор (за исключением 1991 года и в 1996 году — в Санкт-Петербурге). Журналисты назвали этот турнир «малым чемпионатом мира», так как его участниками были сборные команды ведущих хоккейных держав мира, в том числе, СССР, Канады, Швеции, Финляндии и ряда других. Сборная ЧССР (а то и две) являлась, практически, постоянным участником этого турнира, получившего в советское время название «Приз Известий», и прочно занимает второе место после сборных СССР в медальном зачёте за все годы проведения турнира, что говорит о высочайшем классе национальной хоккейной сборной. Поединки советской и чехословацкой сборных всегда проходили с высочайшим напряжением и их исход был, практически, непредсказуем.
На протяжении 1961−1992 гг. сборная ЧССР четырежды (1972, 1976, 1977, 1985) становилась чемпионом мира, 10 раз получала «серебро», и 9 раз «бронзу». Наихудшим был 1991 год, когда в преддверии распада ЧССР её хоккейная сборная оказалась на 6-м месте в мире, и на 6 месте в Кубке Канады (где в 1976 году получила «серебро», а в 1984 — «бронзу»).

## Политическая жизнь

### Внутриполитическая система
По способу перехода от капитализма к социализму Чехословакия относится к числу стран народной демократии. В отличие от Октябрьской революции 1917 года в России, этот способ не предполагал ни установление однопартийного режима в политике, ни ускоренную национализацию всех частных средств производства. Коммунистические, либо социалистические партии в этих странах баллотировались на выборах вместе с другими партиями, совместно с которыми они в годы Второй мировой войны находились в подполье, ведя борьбу против фашизма в составе Народных фронтов своих стран.
В 1945 году ряд партий страны, в том числе:
1. Коммунистическая партия Чехословакии (КПЧ) и Коммунистическая партия Словакии (КПС) как её территориальное отделение;
2. Чешская национально-социалистическая партия (ЧНСП, в 1948 году на её основе образовалась Чехословацкая социалистическая партия, ЧСП)
3. Чехословацкая народная партия
4. Социал-демократическая партия Чехословакии
5. Словацкая демократическая партия (в 1946 году от неё откололась Словацкая партия свободы, объединяющая часть бывшей мелкой буржуазии, служащих и интеллигенции, преимущественно католиков)

создали Национальный фронт Чехословакии (чеш. Národní fronta Československa). Наряду с политическими партиями Чехословакии в НФ вошли также и основные общественные организации страны.
Главой страны в изгнании ещё с 1940 года был Эдвард Бенеш — видный политический деятель предвоенной Чехословакии. 5 октября 1938 года он демонстративно ушёл в отставку с постов президента и верховного главнокомандующего в знак несогласия с Мюнхенским соглашением, которое вынудили его подписать с нацистской Германией тогдашние руководители Англии и Франции при попустительстве со стороны других крупнейших демократических государств мира. Получая с другой стороны поддержку от СССР, как руководитель зарубежного чехословацкого антифашистского Движения Сопротивления Бенеш уже в декабре 1943 года подписал в Москве договор о дружбе и союзных отношениях с СССР, который, как считается, предопределил послевоенную внешнеполитическую ориентацию Чехословакии и ход её политического развития в 1945—1948 годах. 28 октября 1945 года временный парламент подтвердил президентские полномочия Бенеша, а 19 июля 1946 года новый состав парламента вновь избрал его — единогласно — на пост президента Чехословакии.
Значительный вклад КПЧ в движение Сопротивления (погибло 25 тыс. коммунистов, среди которых такие национальные герои, как писатель Ю. Фучик, депутат Национального собрания Я. Шверма и другие) — всё это отразилось в весомой доле голосов, отданных в Чехословакии на первых послевоенных выборах 1946 года за коммунистов — около 40 %. В пользу коммунистов играл не только авторитет СССР как страны, армия которой разгромила фашистские войска практически на всей территории Чехословакии. Несмотря на наличие аналогичных идейных связок между КПСС и «братскими партиями» в соседних Польше и Венгрии, этим странам пришлось вернуть Чехословакии территории, которые они аннексировали, как и Германия, в 1938 году в результате расчленения страны по «мюнхенскому сговору». Чехословацкая государственность в 1945 году была восстановлена на прежней территории за исключением включённых в состав Украинской ССР Подкарпатской Руси (передана Чехословакии в 1920 году по Трианонскому договору как автономия) и города и железнодорожного узла Чоп с окрестностями, ранее относившегося к Кралёвохлмецкому району Словакии.
26 мая 1946 года состоялись выборы в Законодательное Национальное собрание и в национальные комитеты. На них КПЧ получила наибольшее число голосов из всех политических партий, однако при всей своей популярности не имела абсолютного перевеса над ними, и вплоть до февраля 1948 года не имела гегемонии в органах власти. 25 октября 1946 года Законодательное собрание приняло закон о двухлетнем плане восстановления и развития народного хозяйства на 1947-48 годы.

### Февральские события 1948 года
В терминах политологии события 20-25 февраля 1948 года (в чехословацкой историографии также «Победный февраль», чеш. Vítězný únor; некоторые историки употребляют термин «переворот») представляли собой вариант развития политической ситуации, инициируемой кабинетным кризисом, когда ряд министров подают в отставку в расчёте на то, что президент отреагирует на это сменой всего кабинета. Исход противостояния решился демонстрацией силы со стороны КПЧ — выводом на улицы вооружённых формирований партийной Народной милиции.
Формальным поводом этого кабинетного кризиса стало требование ЧНСП к МВД объяснить причины служебного перемещения 13 февраля 1948 года 8 старших офицеров Корпуса национальной безопасности, в котором это было названо «политически мотивированной чисткой личного состава» (ни один из офицеров, в отличие от главы МВД Вацлава Носека и его заместителя Йиндржиха Веселы, не был членом КПЧ). Рассчитывая заставить президента Бенеша отправить в отставку всё коалиционное правительство, 20 февраля 1948 года 12 из 26 министров (от Национально-социалистической, Народной и Словацкой демократической партии) не явились на созванное Готвальдом чрезвычайное заседание правительства, где должны были выступить министры внутренних дел и национальной обороны, и одновременно подали президенту прошение об отставке.
Однако 14 министров (КПЧ, Социал-демократическая партия и двое беспартийных) этот демарш не поддержали. Инициаторы кризиса оказались в меньшинстве, и премьер-министр Готвальд предложил президенту Бенешу не распускать кабинет, а разрешить ему, в соответствии с Конституцией, заместить министров, выбывших по собственному желанию, новыми. Поэтому 25 февраля 1948 года президент Бенеш, принимая отставку 12 министров, не стал распускать правительство и поручил Готвальду заполнить вакансии новыми персоналиями. Поскольку все они были избраны из числа коммунистов, угроза выхода из правительства как средство давления на президента страны обернулась для этих партий реальной потерей власти.
Для Словацкой демократической партии неблагоприятный исход инициированного ею кабинетного кризиса повлёк за собой её распад. Часть региональных организаций в Словакии заявила об организованном выходе из состава ДП, и тогда же, в феврале 1948 года, на этой основе была создана Партия словацкого возрождения (ПСВ; чеш. Strana Slovenskej Obrody). Её состав — горожане и крестьяне Словакии.
Среди истоков политического раскола в феврале 1948 года историки рассматривают непринятие Чехословакией помощи по плану Маршалла. Обнародованный в общих чертах 5 июня 1947 года, этот план предполагал помощь США европейским государствам в их послевоенном восстановлении на условиях, которые госсекретарь Дж. Маршалл предлагал обсудить 12 июля того же года на встрече глав государств в Париже. За неделю до начала Парижского саммита, 4 июля кабинет министров Чехословакии проголосовал за участие в нём, что предполагало подписание договора о принятии от США помощи на ещё не вполне ясных условиях.
7 июля премьер-министр Готвальд выехал в Москву, где узнал ещё не обнародованные к тому времени политические условия предоставления помощи со стороны США, а именно — вывести из состава правительства всех коммунистов. Для Чехословакии, где коммунисты входили в правительство ещё в довоенное время, и являлись ведущей по популярности политической партией (хотя и не имеющей большинства в кабинете министров) принятие такого условия означало бы катастрофическое разрушение баланса политических сил с непредсказуемыми последствиями в общественной жизни. Исходя из этого, по возвращении премьера в Прагу, кабинет министров некоммунистического правительства принял решение отказаться от ранее принятого приглашения в Париж и, как следствие — от американской помощи на условиях Маршалла.
Последствия этого шага для Чехословакии рассматриваются двояко. С одной стороны, отказ от принятия американской помощи ценой удаления коммунистов выдвигался причиной недостаточных темпов экономического роста. С другой — что в отличие от Мюнхенского диктата 1938 года страна не поддалась политическому нажиму извне, причём уже с 1949 года её индустриально развитая экономика получила на многие годы в лице стран СЭВ стабильный и обширный рынок сбыта, не испытывавший, в отличие от Запада, кризисов сокращения производства, благодаря чему страна не испытывала безработицы. Вновь трудоустроились и те, кто лишился политически значимых рабочих мест по недоверию в феврале 1948 года. Политическая эмиграция из Чехословакии после кризиса 1948 года оценивается незначительной цифрой 3 тысячи человек.
7 июня 1948 года Бенеш в связи с ухудшением здоровья покинул пост президента и спустя 3 месяца умер. 14 июня 1948 года Национальное собрание избрало на пост президента Готвальда, который уступил кресло премьера Антонину Запотоцкому. При том, что высшие государственные посты с этого времени стали занимать члены КПЧ, на протяжении всех лет социалистического развития, вплоть до отстранения коммунистов от власти в 1989-м году, традиции многопартийной системы в Чехословакии формально не прерывались. Партии-инициаторы февральского кризиса официально не были принудительно распущены; в некоторых из них произошёл раскол, другие же продолжили существовать под прежним именем, но с новым составом руководства. Как и в других странах народной демократии, на некоммунистическом партийном фланге в Чехословакии продолжали действовать христианские партии. Их идеология, христианский социализм, была аналогична идеологиям целого ряда западноевропейских партий, и не противоречила программным установкам КПЧ на построение социализма.
В то же время, реально монополия политической власти сосредоточилась в руководстве КПЧ. Государственные силовые ведомства — МВД (министр Вацлав Носек, заместитель Йиндржих Веселы), Министерство национальной безопасности (министры Ладислав Копршива, Карол Бацилек; заместители Йозеф Павел, Карел Шваб, Антонин Прхал, Оскар Елень), Министерство юстиции (министр Алексей Чепичка, зять Готвальда, впоследствии министр обороны) — окончательно превратились в инструменты партийной репрессивной политики. Государственная информационная политика контролировалась ближайшим сподвижником Готвальда Вацлавом Копецким и была поставлена на службу партийной пропаганде. Усилились политические репрессии и партийные чистки. Преследованиям подвергались и недавние участники антинацистского сопротивления, из которых наиболее известна казнённая Милада Горакова. С другой стороны, в стране создавались подпольные антикоммунистические организации. Некоторые из них — например, Чёрный лев 777 (группа Ржезача—Сиротека—Шимы) и Гостинские горы (Йозефа Чубы—Милослава Поспишила) — вели вооружённую борьбу.
Символической кульминацией репрессий стал процесс Сланского, по результатам которого были повешены одиннадцать видных деятелей КПЧ и органов госбезопасности, в том числе Рудольф Сланский и Карел Шваб. Состоялся также «процесс региональных секретарей», на котором была приговорена к пожизненному заключению Мария Швермова.
Репрессивная политика стала ослабевать лишь после смерти Клемента Готвальда в 1953 году. При этом в Чехословакии смягчение режима и реабилитация жертв репрессий продвигались медленнее, чем в СССР и других странах Восточной Европы. Осуждённые на процессе Сланского были реабилитированы лишь в 1963 году, причём решение о реабилитации несколько лет хранилось в тайне. Партийно-государственное руководство во главе с Антонином Запотоцким и Антонином Новотным придерживалось выраженно консервативных позиций. Политика КПЧ вызывало недовольство в обществе, отражением которого стало восстание в Пльзене в июне 1953 года.

### Пражская весна и её итоги
Осенью 1967 года в Праге прошли первые демонстрации протеста против курса правительства. 4 января 1968 года президент страны Антонин Новотный был смещён с одновременно занимаемого им поста 1-го секретаря ЦК КПЧ. У руля партии встал один из инициаторов рыночных реформ Александр Дубчек. Дубчек не стал препятствовать кампании, развёрнутой в СМИ против бывшего президента как консерватора и врага реформ, и 28 марта 1968 года Новотный заявил об уходе и с поста президента, и из состава ЦК. После апрельского (1968 г.) Пленума ЦК КПЧ её новый руководитель Дубчек назначил реформаторов и на другие высшие руководящие посты: 8 апреля председателем правительства ЧССР стал Олдржих Черник, а 18 апреля председателем Национального собрания ЧССР был избран Йозеф Смрковский. Ведущим идеологом КПЧ сделался Зденек Млынарж. Национальный фронт Чехословакии возглавил сторонник радикальных политических реформ Франтишек Кригель. Министром внутренних дел ЧССР был назначен Йозеф Павел, репрессированный в начале 1950-х и ставший после этого принципиальным противником политических преследований. (Интересно, что Смрковский, Кригель, Павел начинали политическую деятельность как ортодоксальные сталинисты и в феврале 1948 года командовали вооружёнными силами КПЧ — однако за истекшие двадцать лет прошли серьёзную политическую эволюцию.) Много сторонников реформ было избрано и в новый состав президиума и секретариата ЦК КПЧ.
Рассчитывая на поддержку своих идей в широких слоях общества, весной 1968 года обновлённое руководство ЧССР разрешило создавать на предприятиях советы рабочего самоуправления. Как и впоследствии первые советы трудовых коллективов времён начала перестройки в СССР, участники собраний на производстве с воодушевлением обсуждали видевшиеся им перспективы самостоятельного распоряжения всей заработанной ими прибылью. По их замыслам, прибыль должна была честно делиться между всеми работниками и руководством, оставляя на нужды государства лишь необходимый минимум. Не менее активно обсуждалась на этих собраниях, а также по всей стране и «Программа действий» (выдвинута в апреле 1968 года соратниками Дубчека — К. Рихтой, О. Шиком и П. Ауэспергом), где также значилось и требование «идейного плюрализма». Выступая по телевидению 18 июля того же года в связи с этой программой, А. Дубчек призвал проводить «такую политику, чтобы социализм не утратил своё человеческое лицо». Родившаяся на этой основе фразеологема «социализм с человеческим лицом» (чеш. socialismus s lidskou tváří), выражающая идею обновления общественных отношений без отказа от социальных достижений и гарантий социализма, и сама эта фраза обрели второе дыхание в СССР в годы перестройки.
«Программа действий» провозглашала курс на «демократическое обновление социализма» и ограниченные экономические реформы. Было разрешено создание политических клубов; с отменой цензуры появились новые органы печати и общественные объединения, в том числе КАН — «Клуб ангажированных беспартийных (чеш. Klub angažovaných nestraníků)». Из ранее прекративших своё существовании партий заявку на своё воссоздание подала социал-демократическая партия. Однако более многочисленной была непартийная оппозиция (в июне 1968 года подали заявки на регистрацию более 70 политических организаций). Отчасти схожая с неформальными организациями в СССР конца 1980-х годов, эта оппозиция также потребовала создания многопартийной парламентской системы. 27 июня 1968 года в пражской газете «Литерарни листы» (чеш. Literární listy) писатель Людвик Вацулик опубликовал манифест «Две тысячи слов», который подписали многими известные общественные деятели, в том числе и коммунисты. В этом либеральном по духу документе был подвергнут критике консерватизм КПЧ и провозглашались идеи демократизации политической системы и введения политического плюрализма.
СССР и другие страны Варшавского Договора (ОВД) внимательно следили за ходом реформ в ЧССР. В марте Дубчек докладывал о них на многосторонней встрече в Дрездене, в мае — во время двусторонней встречи руководителей КПСС и КПЧ в Москве. Однако на встречу руководителей стран ОВД (Болгарии, Венгрии, ГДР, Польши и СССР), проходившей в июле 1968 года в Варшаве, делегация ЧССР прибыть отказалась. Учитывая опыт развития подобной ситуации осенью 1956 года в Венгрии, 15 июля 1968 года руководители этих пяти стран обратились к КПЧ с письмом, обращавшим внимание на деятельность «правого крыла в партии и антисоциалистических сил в стране». Опубликовав в газетах свой ответ, выражавший несогласие с «дискредитированными бюрократическо-полицейскими методами», реформаторы вызвали резкую реакцию чехословацкой общественности против Москвы и её союзников. Вместе с тем, в своём ответе Дубчек одновременно выражал лояльность социалистическому содружеству, и Л. И. Брежнев пригласил его на переговоры в формате Политбюро ЦК КПСС — Президиум ЦК КПЧ (высшие коллективные органы руководства обеих партий).
Переговоры состоялись 29 июля 1968 года в Чиерне-над-Тисой — это приграничная узловая станция на территории ЧССР в 4 км от приграничной советской станции Чоп. В составе советской делегации был и Председатель Совета министров СССР А. Н. Косыгин. На этой встрече Дубчек получил гарантии вывода войск, остающихся в Чехословакии после тыловых учений «Неман», которые ОВД проводил с 23 июля по 10 августа на территории сопредельных ЧССР стран — СССР, ГДР и Польши, а также обещал стабилизировать положение в ЧССР, ограничить антисоветские настроения и продолжать исполнение международных обязательств ЧССР, взятых в рамках ОВД, СЭВ и других организаций социалистического содружества.
В ночь на 21 августа 1968 года в ЧССР были введены войска стран ОВД (СССР, Польши, ГДР, Венгрии и Болгарии; основной контингент составляла Советская армия). СССР утверждал, что это было сделано по просьбе правительства Чехословакии об оказании вооружённой помощи (обращение соответствующего характера направили в ЦК КПСС представители неосталинистского крыла руководства КПЧ — Василь Биляк, Алоис Индра, Антонин Капек, Драгомир Кольдер, Олдржих Швестка). Разработка операции «Дунай» была начата заранее, исходя из анализа политической ситуации не только в Чехословакии, но и вокруг неё: так же заранее концентрировали свои войска вокруг Чехословакии и страны НАТО, которые к этому времени уже начали проводить у границ ЧССР свои манёвры «Чёрный лев», и поэтому особое внимание уделялось охране западных границ ЧССР.
Ввод войск не был неожиданностью для правительства ЧССР. Ещё 17 августа глава Венгрии Янош Кадар на встрече в Комарно предупредил Дубчека, что «ситуация становится критической». Накануне ввода войск Маршал Советского Союза Гречко проинформировал об этом министра обороны ЧССР Мартина Дзура, что позволило исключить столкновения войск ОВД с 200-тысячной армией Чехословакии. Выполняя приказ своего министра обороны, Чехословацкая народная армия до конца событий в стране оставалась нейтральной, и не покидала казарм. Служба госбезопасности StB под командованием консервативно настроенного заместителя министра внутренних дел Вильяма Шалговича активно содействовала вторжению (глава МВД Йозеф Павел, сторонник Дубчека и политики Пражской весны, был отстранён Шалговичем от реального управления).
Благодаря подпольным радиостанциям, оповестившим о вводе войск, и листовкам на улицы Чехословакии были выведены люди. Они сооружали баррикады на пути продвижения танковых колонн, распространяли листовки с обращениями к населению выйти на улицы. Неоднократно имели место нападения на советских военнослужащих, в том числе вооружённые; танки и бронетехнику гражданские лица забрасывали бутылками с зажигательной смесью («коктейль Молотова»). В результате этих действий погибло 11 советских военнослужащих, в том числе один офицер; ранено и травмировано 87 (в том числе 19 офицеров). Выводились из строя средства связи и транспорта. Протесты выражались также в форме уничтожения и осквернения памятников и могил советских воинов, павших в годы борьбы с фашизмом, в городах и сёлах Чехословакии. Радикальные призывы к вооружённому сопротивлению озвучил находившийся в Австрии философ-неомарксист Иван Свитак.
На экстренно созванном уже 21 августа XIV чрезвычайном съезде КПЧ Дубчек, председатель Национального собрания Й. Смрковский и ряд других лидеров выступили с осуждением ввода союзных войск. Высказывались и противоположные мнения, но в результате «представители консервативно настроенной группы делегатов на съезде не были избраны ни на один из руководящих постов в КПЧ».
Позже в этот же день 6 стран (США, Англия, Франция, Канада, Дания и Парагвай) подали в Совет Безопасности ООН требование вынести чехословацкий вопрос на заседание Генеральной Ассамблеи ООН. Представители Венгрии и СССР проголосовали против. Через несколько дней и представитель самой ЧССР потребовал снять этот вопрос с рассмотрения ООН. Постоянный совет НАТО также рассмотрел ситуацию в Чехословакии с позиции своей возможной реакции. Акцию стран ОВД в отношении Чехословакии осудили или не поддержали правительства 4 социалистических стран — не только Китай и Албания, с которыми СССР находился в состоянии политического конфликта, но также Югославия (Иосип Броз Тито) и Румыния (Николае Чаушеску).
Политической целью августовской операции 1968 года, считает Н. Шефов, была «смена политического руководства страны». Хронология же фактов смены руководства ЧССР такова:
- Йозеф Смрковский оставил пост председателя Национального собрания ЧССР только в январе 1969 года.
- Александр Дубчек уступил главный политический пост Первого секретаря ЦК КПЧ Густаву Гусаку на апрельском (1969 года) пленуме ЦК КПЧ.
- Олдржих Черник уступил кресло премьер-министра Л. Штроугалу 28 января 1970 года.

Именно эта группа товарищей, составляющих высшее руководство страны, подписала протокол об условиях пребывания советских войск в ЧССР по завершении операции «Дунай». По инициативе того же состава руководства страной, который был во время Пражской весны и после неё, с 1 января 1969 года в ЧССР было введено федеративное деление страны на Чешскую социалистическую республику и Словацкую социалистическую республику.
После окончательного ухода чехословацких реформаторов с политической сцены в истории страны начинается завершающий этап, получивший официальное название «периода нормализации», а в настоящее время он оценивается как «политический застой при экономическом стимулировании». Точкой отсчёта его начала является апрельский (1969 г.) пленум ЦК КПЧ, который избрал новый состав Центрального комитета партии во главе с Густавом Гусаком. Однако только через полтора года, в декабре 1970 года очередной пленум ЦК КПЧ дал официальную оценку «Пражской весне» в специальном документе — «Уроки кризисного развития».

### Внешнеполитический курс
Узел геополитических противоречий, унаследованный послевоенными социалистическими правительствами стран Центральной Европы, не мог быть распутан без принесения в жертву интересов хотя бы одной из них. Таковой в 1948 году оказалась Югославия. В межпартийном конфликте между Сталиным и Тито КПЧ чётко встала на позицию первого, что создало предпосылки углубления последующей координации действий СССР и ЧССР на международной арене.
Первой такой крупнейшей акцией стало создание в 1949 году Совет экономической взаимопомощи — межгосударственной организации социалистических стран, нацеленной на координацию их внешнеэкономической деятельности с использованием единых предпосылок плановой экономики. Этот эксперимент по созданию общего рынка с участием государств, в которых фактически только что был создан обширный госсектор и не было ещё завершено послевоенное восстановления, не имел прецедентов в мировой истории.
Клемент Готвальд умер 14 марта 1953 года — на 9-й день после смерти И. В. Сталина (5 марта). Такое совпадение по времени смерти глав двух государств создало на некоторое время ситуацию, при которой система их внешнеполитического взаимодействия могла оказаться парализованной. Но внутренняя антикоммунистическая оппозиция воспользоваться этим шансом не смогла. 1 июня 1953 года рабочие заводов «Шкода» в городе Пльзень вышли на демонстрацию против денежной реформы. Хотя активисты организовали захват ратуши и сумели сжечь городской архив, полиция рассеяла толпу, после чего в город на некоторое время ввели так и не задействованную бронетехнику чешской армии.
14 мая 1955 года в ответ на вступление ФРГ в НАТО Чехословакия вместе с Албанией, Болгарией, Венгрией, ГДР, Польшей, Румынией и СССР выступила в качестве соучредителя организации военного союза европейских социалистических государств — Варшавского договора.

### «Бархатная революция» и распад страны
Толчок к Бархатной революции 1989 года (чеш. sametová revoluce, словац. nežná revolúcia) положили процессы демократизации и гласности, проходящие в СССР и других странах социалистического лагеря. После объявления Горбачёвым курса на перестройку, Густав Гусак (во время «пражской весны» — горячий сторонник А. Дубчека) в 1987 году ушёл в отставку с должности Генерального секретаря ЦК КПЧ (сохранив за собой пост Президента ЧССР). 25 марта 1988 года в Братиславе прошла демонстрация со свечами, организованная католическими активистами. В этом году оппозиция организовала манифестации по юбилейным датам истории Чехословакии (1918, 1948 и 1968). С 15 по 24 января 1989 года при поддержке церкви была организована серия массовых манифестаций, посвящённых 20-летнему юбилею самосожжения студента Яна Палаха.
Примерно с осени 1989 года начался процесс демонтажа социалистической системы «сверху», сопровождаемый массированными демонстрациями. 17 ноября была организована студенческая демонстрация, формально посвящённая годовщине похорон Яна Оплетала — студента Карлова университета в Праге, погибшего 11 ноября 1939 года во время протестов против фашистской оккупации Чехословакии. После неё пошли слухи, что студент Мартин Шмид якобы погиб в результате применения силы полицией, разгонявшей демонстрантов. На самом деле Шмид был жив, а соответствующий спектакль разыграл лейтенант госбезопасности Людвик Зифчак — по его утверждению, якобы действовавший по приказу генерал-лейтенанта Алоиза Лоренца. Эти слухи стали детонатором антиправительственных выступлений. 18 ноября к акциям студентов присоединилась творческая интеллигенция из театров. 20 ноября студенты столицы объявили о забастовке, которую в тот же день поддержали практически все вузы страны. В центре Праги и в других городах начались массовые демонстрации. К акциям студентов стали присоединяться многие другие люди; по оценкам, потом в Праге число их участников достигало 250 тыс. человек. 21 ноября оппозицию поддержал кардинал Чехии Франтишек Томашек. В Чехии и Моравии лидеры неофициальных группировок немедленно сформировали политическое движение «Гражданский форум», в Словакии — движение «Общественность против насилия» (ГПН). Возглавив народное недовольство, они умело придали ему организованный характер. 21 ноября оппозицию поддержал кардинал Чехии Франтишек Томашек.
В отличие от событий 1968 года, закончившихся вводом войск, в ноябре 1989 года ЦК КПСС и лично Горбачёв проявили нейтральность к развитию событий в Чехословакии. 24 ноября руководство Коммунистической партии Чехословакии ушло в отставку. Новым генеральным секретарём КПЧ стал Карел Урбанек. Новое руководство КПЧ, в котором приобрели решающее влияние деятели, ориентированные на советскую Перестройку (прежде всего Любомир Штроугал и Ладислав Адамец), объявило о намерении следовать курсом Пражской весны.
Среди руководителей КПЧ были сторонники силового подавления протестов (прежде всего секретарь Пражского горкома Мирослав Штепан). На их сторону склонялся министр обороны генерал Милан Вацлавик. Однако начальник Генерального штаба генерал Мирослав Вацек выступил категорически против и однозначно дал понять, что армия не позволит применить оружие против демонстрантов. Тем самым вопрос был снят. Сторонники компромиссных решений — Любомир Штроугал, Ладислав Адамец, Василь Могорита — обрели силовую опору.
Оппозиции предложили четвёртую часть мест в новом правительстве, но это предложение Гражданский форум и ГПН не приняли. В ответ на отказ нового правительства безоговорочно передать власть оппозиции, она перешла к следующему акту революции. 26 ноября в центре Праги состоялся грандиозный митинг, а 27 ноября началась всеобщая забастовка. 28 ноября на очередной встрече правительства ЧССР и правящего Национального Фронта с представителями «Гражданского форума» было согласовано решение об отмене положения о ведущей роли коммунистической партии, закреплённого в Конституции ЧССР. 29 ноября Национальное собрание утвердило эту поправку к Конституции.
10 декабря президент Густав Гусак поручил Мариану Чалфе составить «правительство народного согласия». Утверждения о том, что это было первое с 1948 года некоммунистическое правительство, некорректны: в нём коммунисты и оппозиция получили одинаковое количество мест. После сформирования этого правительства президент Густав Гусак подал в отставку, в известной степени повторив последовательность действий президента Бенеша в 1948 году: как и тогда, смена власти обошлась без человеческих жертв и в пределах конституционных норм. 29 декабря Национальное собрание избрало на должность президента ЧССР известного правозащитника, диссидента Вацлава Гавела. В этот же день Национальное собрание избрало своим председателем вернувшегося в политику Александра Дубчека.
В 1990 году «реконструкция» парламента продолжилась, в результате чего КПЧ утратила там большинство. Прекратили свою деятельность организации КПЧ в армии, пограничных войсках, войсках МВД, корпусе национальной безопасности, органах прокуратуры, юстиции и других силовых структурах. Генсек Карел Урбанек ушёл в отставку, его сменил первый секретарь Василь Могорита.
Изменение политической системы повлекло за собой качественное изменение состава правящей элиты, ядро которой составили диссиденты и правозащитники, а также представители статусной интеллигенции и консультативного аппарата прежних партийно-государственных структур (знаковая фигура — Вацлав Клаус). Новое руководство Чехословакии взяло курс на утверждение политического плюрализма и дерегулирования экономической жизни.
С приходом к власти новых политических сил, тенденции политического размежевания Чехии и Словакии взяли, в конце концов, верх над идеями государственного единения чехов и словаков, которые отстаивали в 1918 году Т. Масарик, Э. Бенеш и другие отцы-основатели независимого чехословацкого государства. После того, как в марте 1990 года Федеральное собрание отказалось от прежнего названия страны (Чехословацкая Социалистическая Республика), разгорелась так называемая «война из-за чёрточки»: часть словацких политиков потребовала писать название страны через дефис («Чехо-Словакия»), в то время как в Чехии настаивали на сохранении прежнего написания «Чехословакия» в одно слово. Компромиссное написание «Чешская и Словацкая Федеративная Республика» (ЧСФР, с вариантом без дефиса для чешского и с дефисом для словацкого языка) было утверждено лишь в апреле. В июне 1990 года были проведены выборы в Федеральное собрание ЧСФР, в ноябре 1990 года — в местные советы. Перед началом предвыборной кампании «Гражданский форум» и ГПН были преобразованы в движение, которое объединило беспартийных граждан и ряд мелких партий (к 1990 году в стране насчитывалось около 40 партий). Хотя проблема с названием страны и его написанием была решена, новая политическая элита убедила общественность в необходимости окончательного размежевания. 1 января 1993 года страна мирным путём распалась на Чехию и Словакию, произошёл так называемый бархатный развод (по аналогии с бархатной революцией).

## В филателии
- Почтовые марки СССР
- 1951 год. Прага, памятник Яну Жижке
- 1951 год. Острава, памятник советским воинам
- 1951 год. Портрет Юлиуса Фучика
- 1951 год. Прага, памятник советским воинам
- 1951 год. Прага. Здание музея имени Бедржиха Сметаны
- Почтовая марка 1960 год. 15 лет Чехословацкой республике. Прага, монумент «Братство»
- Почтовая марка 1960 год. 15 лет Чехословацкой республике. Прага, Карлов мост